# Longlegs
Longlegs es una película de misterio y terror estadounidense escrita y dirigida por Oz Perkins. Está protagonizada por Maika Monroe y Nicolas Cage, quienes también produjeron la película a través de Saturn Films. El elenco también cuenta con Blair Underwood, Alicia Witt, Michelle Choi-Lee, Dakota Daulby y Kiernan Shipka en papeles secundarios. La película sigue a una agente del FBI encargada de localizar a un asesino en serie ocultista, con quien se da cuenta de que tiene una conexión personal.
Longlegs fue estrenada en los Estados Unidos por Neon el 12 de julio de 2024. Recibió reseñas positivas de los críticos.

## Argumento
Lee Harker, una nueva y talentosa agente del FBI, ha sido asignada a un caso sin resolver de un asesino en serie. A medida que la investigación se vuelve más complicada y se descubren pruebas ocultas, Harker se da cuenta de un vínculo personal con el despiadado asesino y debe actuar rápidamente para evitar otro asesinato familiar.

## Trama
En la década de 1970 en Oregón, una joven con una cámara Polaroid sigue una voz misteriosa y se encuentra con un hombre errático con maquillaje pálido.
En la década de 1990, la agente del FBI Lee Harker, que exhibe una posible clarividencia, es asignada por su supervisor William Carter a un caso que involucra una serie de asesinatos-suicidios en Oregón. Cada caso involucra a un padre que mata a su familia y a sí mismo, dejando atrás una carta con un código satánico firmado "Longlegs", cuya letra no pertenece a ninguno de los miembros de la familia. Lee descubre que cada familia tenía una hija de 9 años nacida el día 14 del mes en el que ocurrían los asesinatos, con estos aconteciendo dentro de los seis días antes o después del cumpleaños en sí, y los asesinatos forman un símbolo de triángulo oculto en un calendario, con una fecha faltante. Mientras habla con su madre, Ruth, Lee recibe una tarjeta de cumpleaños codificada de Longlegs, advirtiéndole que revelar la fuente del código conducirá al asesinato de su madre.
Siguiendo una pista, Lee y Carter encuentran una muñeca con un orbe de metal de alta energía en su interior. A pesar del escepticismo de Carter sobre lo sobrenatural, Lee teoriza que Longlegs usa estos orbes para poseer a las personas, ya que cada familia recibió un muñeco similar. Después de visitar a Carrie, la única sobreviviente de los ataques de Longlegs, que fue visitada anteriormente por alguien que usaba el nombre de Lee, Carter sospecha de la conexión de Lee con Longlegs. Al descubrir que Ruth había presentado una denuncia policial sobre un intruso que se acercó a Lee en su noveno cumpleaños, Carter anima a Lee a hablar con ella. Ruth muestra a Lee las pertenencias de su infancia, donde encuentra una Polaroid del hombre de rostro pálido, revelando que Longlegs es el hombre que había visitado a Lee en su cumpleaños. Lee entrega la foto al FBI, lo que lleva al arresto de Longlegs. Al darse cuenta de que la fecha que falta es ese día, Lee teme que un cómplice cometa otro asesinato. En la sala de interrogatorios, Longlegs afirma servir "al hombre de abajo" e insinúa la participación de Ruth antes de suicidarse. 
La agente Browning lleva a Lee a la casa de su madre, donde Lee es testigo de cómo Ruth asesina a Browning con una escopeta. Ruth destruye una muñeca que se parece a la joven Lee, lo que hace que esta pierda el conocimiento. Lee ve que Ruth ha sido cómplice de Longlegs desde la infancia de su hija. Longlegs obligó a Ruth a elegir entre la muerte de su hija o seguir sus órdenes, lo que la llevó a obedecer para salvar a Lee. Longlegs ha vivido en el sótano de Harker, creando muñecas satánicas que Ruth, haciéndose pasar por una monja, entregaba a las familias, provocando que se mataran entre sí. La muñeca de Lee bloqueó sus recuerdos de Longlegs mientras la influenciaba con su magia.
Lee se despierta en el sótano y escucha una voz demoníaca en el teléfono que le advierte sobre la fiesta de noveno cumpleaños de Ruby, la hija de William, que había sido programada para ese día. Lee se apresura a salvar a los Carter, cuyas muertes completarían el triángulo de Longlegs. Ella encuentra que la familia ya está poseída, y Ruth ha entregado la muñeca. Después de que William mata a su esposa Anna, Lee le dispara para proteger a Ruby. Ruth la ataca con una daga, lo que obliga a Lee a matarla. Lee intenta destruir la muñeca, pero se queda sin munición. Ella le dice a Ruby que deben irse, pero Ruby permanece congelada, mirando la muñeca.

## Reparto
- Maika Monroe como Lee Harker[3]
  - Lauren Acala como joven Lee
- Nicolas Cage como Dale Cobble/Longlegs[3]
- Blair Underwood como Agente Carter[3]
- Alicia Witt como Ruth Harker[3]
- Michelle Choi-Lee como Agente Browning
- Dakota Daulby como Agente Horatio Fisk
- Kiernan Shipka como Carrie Anne Camera
  - Maila Hosie como joven Carrie Anne
- Jason William Day como Padre Camera
- Lisa Chandler como Modre Camera
- Ava Kelders como Ruby Carter
  - Rryla McIntosh como Ruby adulta
- Carmel Amit como Anna Carter
- Peter James Bryant como Agente del FBI

## Producción
En noviembre de 2022, se informó que Oz Perkins dirigiría a partir de un guion que él mismo escribió. Nicolas Cage firmó para producir (bajo su marca Saturn Films ) y protagonizar la película de suspenso y terror. En febrero de 2023, Maika Monroe se agregó al elenco como la agente del FBI, Lee Harker. El mes siguiente, Alicia Witt y Blair Underwood se unieron en roles no revelados.
La fotografía principal tuvo lugar en Vancouver, Columbia Británica, del 16 de enero al 23 de febrero de 2023.

## Estreno
En febrero de 2023, Neon adquirió los derechos norteamericanos de la película en el European Film Market. La película se proyectó en el Beyond Fest de Los Ángeles el 31 de mayo de 2024. Longlegs se estrenó en el Teatro Egipcio de Hollywood en Los Ángeles el 8 de julio de 2024.
Fue estrenada en Norteamérica y el Reino Unido el 12 de julio de 2024.
En España, la película fue estrenada el 2 de agosto en cines de la mano de DeAPlaneta, tres semanas después de su estreno en Estados Unidos.